# Смолянинов, Олег Алексеевич
Оле́г Алексе́евич Смоляни́нов (укр. Олег Олексійович Смолянинов; род. 5 января 1959, Ворошиловск, Луганская область) — советский, украинский и российский футболист и тренер.

## Карьера

### Клубная
Наиболее известен по выступлениям за донецкий «Шахтёр» в 1983-89 годах. В 1990 играл за «Зенит» (Ленинград).

### Тренерская
С 1999 года по 2005 год тренировал хабаровский клуб «СКА-Энергия». На посту тренера бакинского «Интера» в 2006 году продержался всего 37 дней. В январе 2008 стал главным тренером алчевской «Стали», где пытался делать ставку на молодёжь, но команда, костяк которой составляли молодые футболисты, не давала стабильного результата. В результате после матча «Стали» против «Динамо-2» (0:2) подал в отставку.